# Церква Успіння Пресвятої Богородиці (Трибухівці)
Церква Успіння Пресвятої Богородиці в Трибухівцях — парафія і храм Бучацького благочиння Тернопільської єпархії Православної церкви України в селі Трибухівцях Чортківського району Тернопільської области.

## Історія церкви
Близько 200 років тому самотня полька почала будувати храм Успіння Пресвятої Богородиці. У 1929 році, завдяки пожертвам Василя Дячка та інших жителів Трибухівців, храм добудували. До 1940 року богослужіння тут відправляли лише раз на місяць, а люди ходили молитися до монастиря отців василіян.
У 1948 році радянська влада перетворила храм на склад зерна. У 1988 році громада вирішила відновити святиню та розпочала капітальний ремонт. З села Ріпинці принесли 300-річне Євангеліє з написом «Трибухівці», а з монастиря отців василіян — образи Хресної Дороги.
На свято Успіння Пресвятої Богородиці у 1990 році храм урочисто відкрили. Діти в українських костюмах зустрічали парафіян, священників та гостей піснями й привітаннями. За пожертви односельчан храм був розписаний, також встановили іконостас.

## Парохи
- Юстин Роман,
- о. Петро Коцюбинський,
- о. Василь Боднарук,
- о. Ярослав Савка,
- о. Михайло Ковта (1993—2008),
- о. Степан Татарин (з 6 серпня 2008).